# Larry Junstrom
Larry Junstrom (Jacksonville, 22 de junho de 1949 – 6 de outubro de 2019) foi um músico estadunidense. Foi baixista da banda de southern rock .38 Special. Ele também foi um dos membros fundadores da banda de Lynyrd Skynyrd.
Junstrom foi o baixista do Lynyrd Skynyrd em 1964, até ser substituído por Leon Wilkeson em 1972. Donnie Van Zant, irmão mais novo do líder do Lynyrd Skynyrd Ronnie Van Zant, formou o .38 Special em 1975, e em 1979, Junstrom assume o baixo da banda.
Junstrom morreu aos 70 anos de causas ainda não informadas. A página do Facebook do .38 Special informou a morte. Junstrom estava afastado desde 2014 das suas atividades.